# Edward Young (upptäcktsresande)
Edward Young, född den 23 oktober 1831, död den 4 november 1896 i Hastings, var en engelsk forskningsresande. 
Young var marinofficer och for 1862-63 med Livingstone på Sambesi och dess biflod Schire. I december 1875 kringseglade han hela Njassasjön, anlade vid dess södra ända stationen Livingstonia och upptäckte Livingstonebergen på dess nordöstra strand. År 1877 vände han tillbaka till England. Han skrev Nyassa, adventures in Central-Africa (1877).